# Gustaf Cederström
Gustaf Olof Cederström (ur. 12 kwietnia 1845 w Sztokholmie, zm. 20 sierpnia 1933 tamże) – szwedzki malarz. Malował głównie portrety, oraz obrazy o tematyce historycznej.

## Życiorys
Jego ojciec, Carl Emanuel Cederström (1804–1892) był oficerem marynarki wojennej, a jego matka Theresine (1815–1873) – artystką malarką. Historią zainteresował się już w dzieciństwie, odkrył też, że jeden z jego przodków brał udział w awanturze w Benderach.
Początkowo planował pójść w ślady ojca i rozpocząć karierę wojskową. W 1864 został przydzielony do pułku piechoty w krainie Värmland jako underlöjtnant, równolegle od 1867 studiował u Ferdinanda Fagerlina w Düsseldorfie i Léona Bonnata w Paryżu, gdzie osiedlił się w 1873. W 1870 zrezygnował z kariery wojskowej i został artystą.
Swój pierwszy sukces odniósł na Wystawie Expo w Paryżu w 1878, na której pokazano jego obraz ukazujący ciało zmarłego króla Szwecji Karola XII niesione do domu. Przyniósł mu on medal. W późniejszym czasie malowidło zostało zakupione przez wielkiego księcia Rosji Konstantego Romanowa, ale wróciło do Szwecji po rewolucji rosyjskiej i jest teraz wystawiane w Göteborgs konstmuseum. W tym samym roku (1878) Cederström poślubił Amalię Katarinę Jæder. Ich córka, Carola Cederström (1878–1954), również została malarką. W 1887 został mianowany profesorem Szwedzkiej Królewskiej Akademii Sztuki, pełnił także funkcję jej dyrektora w latach 1899–1911. Do najbardziej znanych prac artysty należą En gammal konstnärs minnen (1926) i Gammalt och nytt (1929).

## Wybrane obrazy

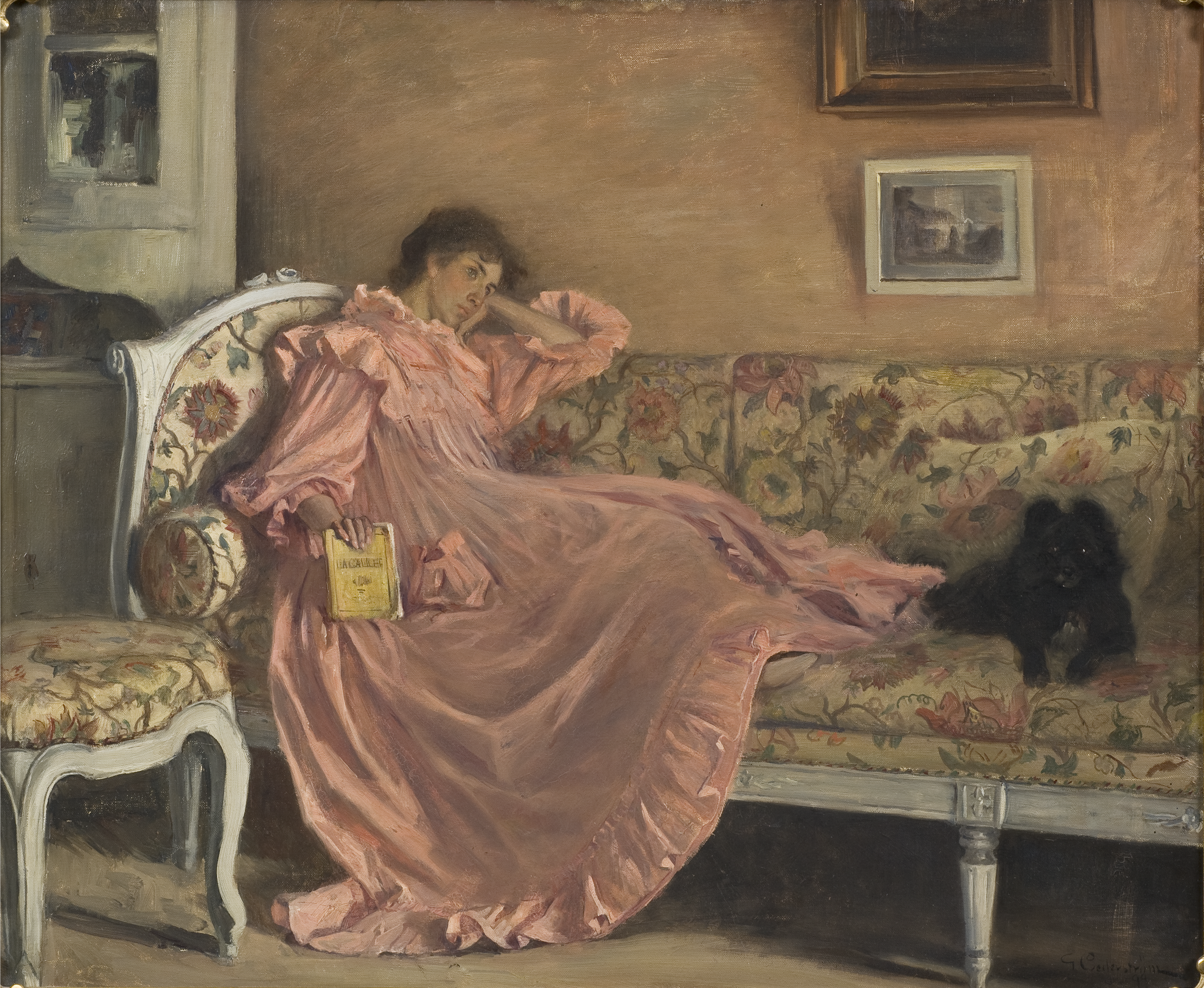
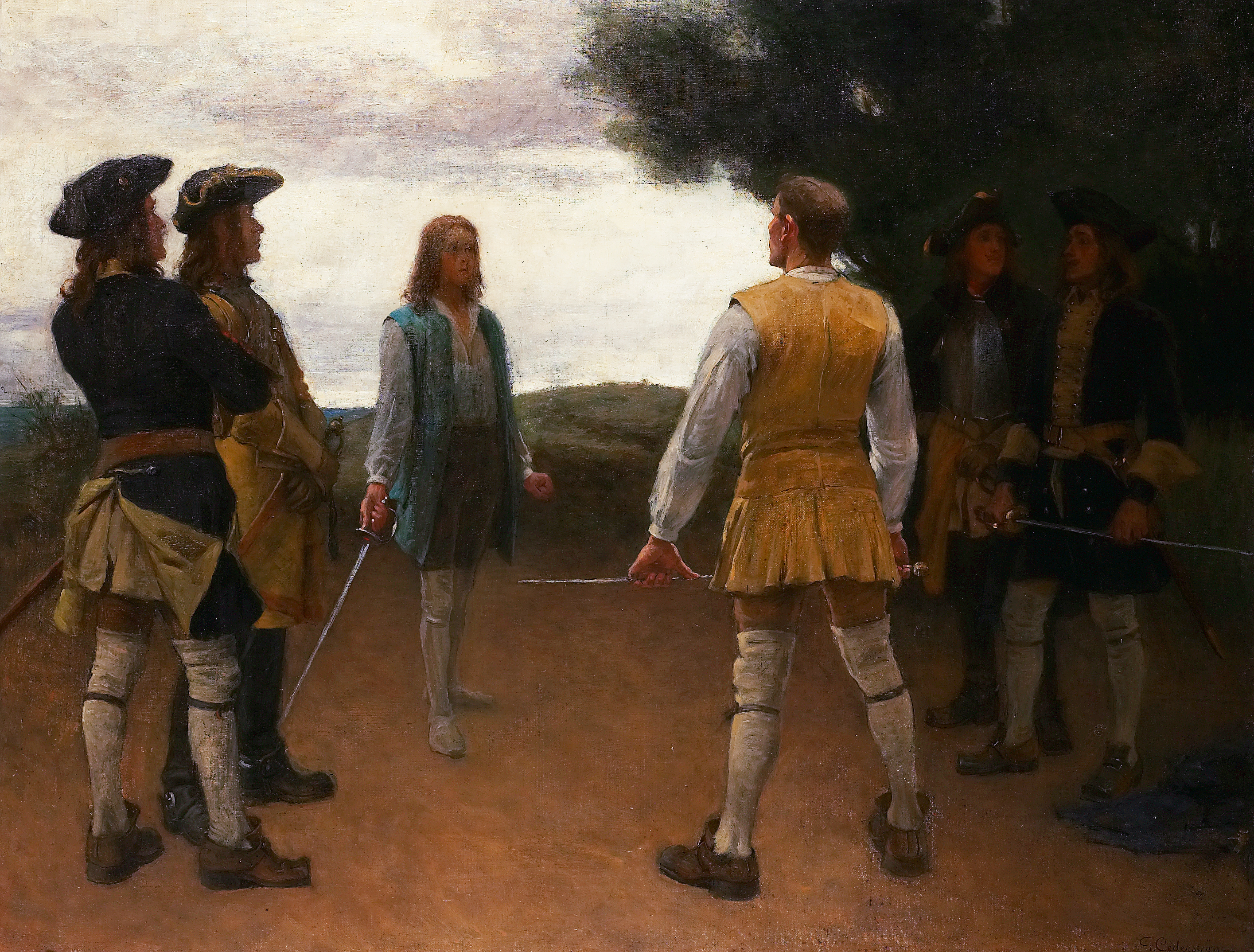
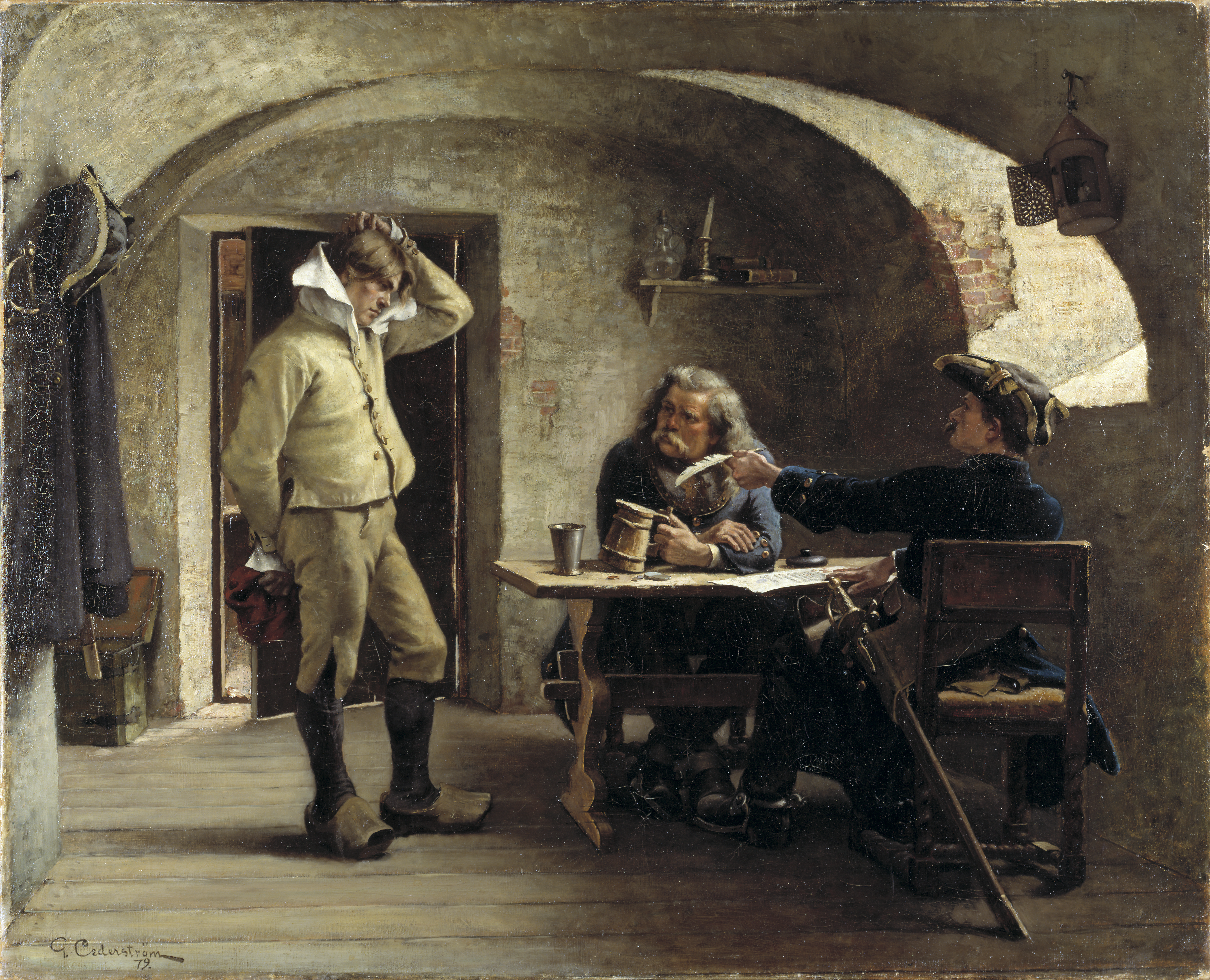
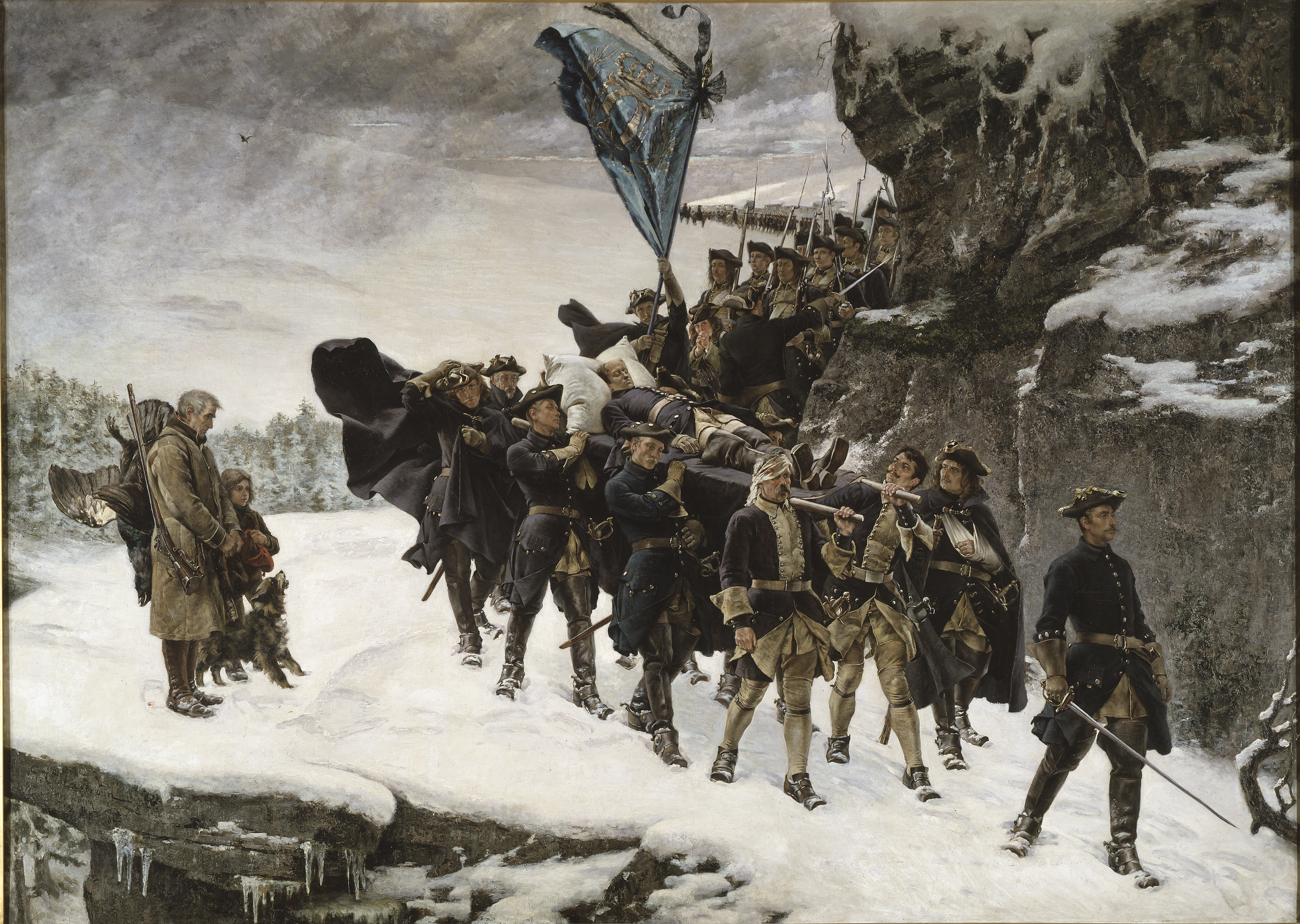